# Faculdade Unida de Vitória
A Faculdade Unida de Vitória (FUV) é uma instituição de ensino superior privada localizada em Vitória, Espírito Santo (localização: 20° 18′ 54″ S, 40° 18′ 21″ O). 
A FUV é reconhecida por ter instaurado, em 2011, o primeiro programa de pós-graduação stricto sensu em ciências das religiões na modalidade profissional e, em 2021, de ter tido aprovado o primeiro doutorado profissional em ciências das religiões. No IGC 2022 foi considerada como uma das cinquenta melhores instituição de ensino do Brasil com um índice IGC contínuo de 4,037 ocupando a faixa de IGC de 5.
A instituição conta atualmente com aproximadamente 1.000 estudantes de diversos cursos e níveis, como bacharelados em administração, gestão ambiental, gestão de recursos humanos, pedagogia e teologia, licenciatura em ciências das religiões, doutorado e mestrado profissional em ciências das religiões e cursos de pós-graduação lato sensu e cursos livres.

## História
A Faculdade Unida de Vitória foi fundada em agosto de 1997, pelos pastores presbiterianos Wanderley Pereira da Rosa e Simonton César Araújo, tendo recebido como nome Seminário Teológico Unido. Os dois pastores e acadêmicos almejavam criar um espaço de reflexão teológica com compromisso ecumênico, fundamentação teológica, perspectiva prática e corpo docente qualificado. A partir dessas motivações, a instituição cresceu para se adequar às legislações vigentes e para se aprimorar academicamente.
Em novembro de 2005, o primeiro curso de teologia reconhecido no estado do Espírito Santo (Portarias MEC 3.914; 3.915 de 14/11/2005). Em 2007, teve seu nome alterado de Faculdade Teológica Unida (FTU) para Faculdade Unida de Vitória (Portaria MEC 038, 16/01/2007). Em 2010, a faculdade foi credenciada pela CAPES para ofertar o primeiro Mestrado Profissional em Ciências das Religiões do país, cujas atividades foram iniciadas em janeiro de 2011. Com este curso a UNIDA já contribuiu, até o momento, com a formação de mais de 300 Mestres em Ciências das Religiões. Em julho de 2021, foi aceito pelo MEC o doutorado profissional em ciências das religiões, o primeiro da área no Brasil (Portaria MEC 516, 13/07/2021).

## Estrutura
A FUV opera na Rua Engenheiro Fábio Ruschi, 161, Vitória, Espírito Santo, em um amplo prédio com quatro pavimentos composto por escritórios, salas de aula, auditórios, laboratórios e biblioteca. A biblioteca Rev. Joaquim Beato, que funciona no edifício, conta com mais de 35.000 volumes.

## Cursos
A FUV conta atualmente com oito cursos em nível de graduação, sendo seis cursos EaD e dois cursos presenciais, doze cursos de pós-graduação lato sensu e dois cursos de pós-graduação stricto sensu.

### Graduações
- Administração (Bacharelado, EaD)
- Ciências das Religiões (Licenciatura, EaD)
- Ciências das Religiões (Formação Pedagógica, EaD)
- Ciências das Religiões (Segunda Licenciatura, EaD)
- Gestão de Recursos Humanos (Bacharelado, EaD)
- Pedagogia (Licenciatura, Presencial)
- Teologia (Bacharelado, EaD)
- Teologia (Bacharelado, Presencial)

### Pós-GraduaçõesLato Sensu(EaD)
- Ciências das Religiões com Ênfase em Ensino Religioso
- Docência do Ensino Religioso
- Exegese e Interpretação Bíblica
- Homilética Contemporânea: Pregação Pentecostal
- Missiologia Cristã Contemporânea
- Protestantismo, Teologia, História e Sociedade
- Religiões e Espiritualidades Contemporâneas
- Teologia do Antigo Testamento
- Teologia e Literatura Paulina
- Teologia Pastoral
- Teologia Prática
- Teologia Sistemática

### Pós-GraduaçõesStricto Sensu[1][12]
- Doutorado em Ciências das Religiões
- Mestrado em Ciências das Religiões

## Periódicos
A FUV publica três periódicos acadêmicos dentre a área de Ciências da Religião e Teologia:
- Reflexus - Revista Semestral de Teologia e Ciências das Religiões (ISSN 2358-4874; Qualis CAPES A2), fundada em 2007, é uma revista semestral vinculada ao Curso de Teologia e ao Programa de Mestrado Profissional e Doutorado Profissional em Ciências das Religiões da FUV.
- Unitas – Revista Eletrônica de Teologia e Ciências das Religiões (ISSN 2358-3037; Qualis CAPES A4), fundada em 2014, é uma revista semestral vinculada ao programa de Pós-Graduação em Ciências das Religiões com a preocupação principal de divulgar pesquisas discentes realizadas na instituição.[14]
- Ribla - Revista de Interpretação Bíblica Latino-Americana (ISSN 1676-3394; Qualis CAPES A3), fundada em 1988 e desde 2024 sob os cuidados da FUV, a Ribla um periódico nascido dentre o movimento bíblico-ecumênico de contexto latino-americano e que se preocupa em divulgar artigos que abordem as profundezas sociais e existenciais dos povos que deram origem à Bíblia e as experiências de fé e luta das populações da América Latina e Caribe.